# Sínodo de Cashel
El Sínodo de Cashel de 1172, también conocido como el Segundo Sínodo de Cashel, fue convocado en Cashel a petición de Enrique II de Inglaterra poco después de su llegada a Irlanda en octubre de 1171.
 El Sínodo buscó regular algunos asuntos de la Iglesia en Irlanda y para condenar algunos abusos, acercando a la Iglesia irlandesa al Rito Romano. Como tal puede ser visto como continuación y parte de la reforma de iglesia irlandesa del siglo XII, y del primer sínodo de Cashel, el Sínodo de Ráth Breasail y el Sínodo de Kells, abrazando lentamente las Reformas gregorianas. El grado en que el Sínodo condicionó las relaciones entre las iglesias irlandesa e inglesa ha sido tema de debate. Stephen J. McCormick describió el Sínodo como uno de los acontecimientos más importantes de este periodo de la historia irlandesa.
El Sínodo no es mencionado en fuentes irlandesas, por lo que los historiadores han tenido que confiar en otras fuentes, en particular en el relato de Giraldus Cambrensis (Gerald de Gales) incluido en Expugnatio Hibernicae (Conquista de Irlanda). En su narración del Sínodo lista las "constituciones" de los sínodos, "verbatim, como fueron publicadas".

## La reunión del Sínodo
A su llegada a Irlanda, Enrique fue a Lismore, sede de Gilla Críst Ua Connairche (Christianus), que era el legado apostólico en Irlanda. Enrique visió también Cashel y Dublín, y así tuvo la oportunidad de conocer a los arzobispos Donnchad Ua hUallacháin de Cashel y Lorcán Ua Tuathail de Dublín. Según Martin Holland, en estas reuniones se hicieron preparativos para celebrar un sínodo en Cashel poco después. Giraldus lista a estos tres obispos, así como a Cadla Ua Dubthaig, Arzobispo de Tuam entre el clero de Irlanda que asistió al sínodo, "con su sufragáneos, sus colegas obispos, junto con los abades, archidiáconos, priores, y deanes, y muchos otros prelados irlandeses". Gilla Meic Liac mac Diarmata (Gelasius), Arzobispo de Armagh y Primado de Irlanda no asistió. Según McCormick rechazó la invitaicón. Giraldus relata que su ausencia se debió a "enfermedades y avanzada edad", y que después viajó a Dublín para dar su asentimiento "a la voluntad real en todos estos asuntos".

## Actas del Sínodo
Giraldus lista siete actas o "constituciones" del Sínodo, aquí dados en la traducción de William Gouan Todd:
I Que los fieles de Irlandas contraigan y observen matrimonios lícitos, rechazando aquellos con sus parientes por consanguinidad o afinidad.
II Que los niños sean catequizados ante la puerta de la iglesia y bautizados en la fuente santa de la iglesias bautismales.
III Que todos los fieles paguen el diezmo en grano para animales y otros productos a la iglesia de la que sean parroquianos.
IV Que todas las tierras eclesiásticas y propiedades conectadas con ellas estén exentas de las exacciones de todos los laicos. Y especialmente que ni reyezuelos ni condes ni hombres poderosos de Irlanda ni sus hijos con sus familias, exijan, como era frecuente, vituallas y hospitalidad o entretenimiento en los distritos eclesiásticos o presuman extorsionarles a la fuerza y que la comida o contribuciones destestables, que suelen ser requeridas cuatro veces al año a las granjas que pertenecen a iglesias por los condes vecinos, no será reclamado más.
V Que en caso de asesinato cometido por laicos y de su conspiración por ello con sus enemigos clérigos sus parientes no pagarán parte de la multa (o erick) pero que cuando no estuvieran implicados en la perpetración del asesinato así que queden eximidos del pago de dinero.
VI Que todo fiel que yazca enfermo haga en presencia de su confesor y vecinos hacen con la solemnidad prevista su testamento dividiendo en el caso de que tenga esposas e hijos, excepto sus deudas y sueldos de criados sus bienes muebles en tres partes y legando una para los niños y otra para la mujer lícita y el tercero para las obsequias funerarias. Y si no tuviera progenie lícita, que los bienes sean divididos en dos partes entre él y su mujer. Y si su mujer lícita estuviera muerta, entre él y sus niños.
VII Que aquellos que mueran en buena confesión recibirán el debido respeto mediante misas y un entierro decente. Asimismo que todos los asuntos divinos sean ahora en adelante dirigidos de acuerdo a las prácticas de la santa Iglesia según lo observado por la Iglesia anglicana.

## El séptimo acta
Giraldus lista estas siete actas numeradas como primo, secundus, etc. hasta septimus, según se relacionan arriba. La última parte del acta séptima se ocupa de la relación entre las iglesias anglicana e irlandesa. Según Marie Therese Flanagan,
Algunos historiadores han interpretado esto como un decreto real del sínodo, y han visto en él los orígenes de una política de anglficación de la iglesia irlandesa perseguida por los monarcas Angevinos en Irlanda. Así, el sínodo de Cashel es a menudo el punto de partida de cualquier relación de nombramientos episcopales en Irlanda tras la llegada de los normandos y se presume que la extensión de los procesos electorales de la iglesia inglesa a la iglesia irlandesa deriva en principio de este decreto.
 Flanagan, sin embargo, señala que, como se refleja en el relato de Giraldus, esta frase se refiere sólo a las prácticas litúrgicas de la iglesia inglesa. Cuestiona también si esta parte es una parte de los decretos del sínodo, afirmando que "parece ser más el comentario de Gerald sobre lo que sería intentado por los clérigos irlandeses. Martin Holland no incluye esta parte en su visión general de los decretos emitidos, pero añade
Se decidió también que en Irlanda, todas las cuestiones relacionadas con la religión iban a seguir las observancias de la iglesia inglesa. Algunos han interpretado esto como referido sólo a prácticas litúrgicas; otros lo ven abarcando más, y por tanto siendo mucho más fundamentales, especialmente desde que se afirma que los obispos irlandeses juren lealtad a Enrique en torno a esta época.